# Lubrifiant
Un lubrifiant este un material vâscos sau sub formă de praf, de obicei de natură organică, care este utilizat pentru a reduce frecarea dintre două suprafețe care se află în contact. Acesta înlocuiește frecarea uscată cu una fluidă, cu scopul de a împiedica uzura, încălzirea, etc.

## Proprietăți
Printre principalele proprietăți ale unui lubrifiant bun se numără:
- proprietățile anticorozive și antiuzură (rezistența la coroziune)
- coeficientul de viscozitate mare
- stabilitate termică și hidraulică
- rezistența la oxidare
- volatilitatea: punct de fierbere ridicat și punct de topire scăzut
- demulsibilitatea și dispersivitatea;